# Nová Baňa
Nová Baňa (německy Königsberg, maďarsky Újbánya) je město na středním Slovensku v Banskobystrickém kraji. Žije v něm přibližně 6 800 obyvatel a je tak největším městem okresu Žarnovica, větším než Žarnovica samotná.

## Části města
- Nová Baňa - mesto
- Štále
- Stará Huta
- Bukovina
- Chotár[3]

## Poloha
Město se nachází v údolí řeky Hron, cca 11 km od Žarnovice a cca 55 km od Nitry, pod Pohronským Inovcem a Štiavnickými vrchy.

## Historie
První písemná zmínka o obci pochází z roku 1337, kdy se zde již těžilo stříbro. V roce 1345 získalo výsady svobodného královského města. Nová Baňa má prvenství v tom, že zde v roce 1722 byl k čerpání spodních důlních vod nasazen atmosférický parní stroj Newcomenova typu, který byl do té doby používán jen v Anglii.

## Pamětihodnosti
- Římskokatolický kostel Narození Panny Marie, třílodní gotická stavba s polygonálně ukončeným presbytářem bez věže z druhé poloviny 14. století. Kostel byl přestavěn v 15. století a později barokně upraven v roce 1725. Posledními úpravami prošel v 19. a 20. století.[6]
- Radnice, původně středověká stavba z období kolem roku 1353. Jedná se o obdélníkovou dvoutraktovou třípodlažní stavbu s věží tvořící součást její hmoty. Byla barokně přestavěna v roce 1730. Sídlí zde Pohronské muzeum Nová Baňa. Fasády radnice jsou členěny kamennými ostěními oken. Věž je ukončena barokní helmicí.
- Sousoší sv. Trojice, z let 1843-1847.

## Doprava
Město leží na železniční trati Nové Zámky – Zvolen,  na slovenské rychlostní silnici R1 a na slovenské silnici I/65.